# Внешний зернистый слой
Наружный ядерный (зернистый) слой (англ. outer nuclear layer, ONL) — один из десяти слоёв сетчатки позвоночных, содержит тела с ядрами фоторецепторных клеток.
Палочки и колбочки размещаются в сетчатке параллельно друг другу. Их утолщённые наружные отростки представляют собой видоизменённые дендриты, которые простираются до пигментного эпителия сетчатки. Ядра колбочек размещаются в один слой ближе к внешней пограничной мембране. Ядра палочек размещены в 6-8 слоёв. В области желтого пятна колбочек больше, и их ядра тоже размещены в несколько слоёв. Внутренние отростки (аксоны) направляются к внешнему сплетениевидному слою, где вступают контакт с биполярными клетками.
В этом слое общее количество клеточных ядер больше по сравнению с внутренним зернистым или ганглионарным слоем.
Толщина слоя составляет 40 мкм.